# John McNair
John Alexander McNair (* 8. Juni 1800 im Bucks County, Pennsylvania; † 12. August 1861 in Evansport, Virginia) war ein US-amerikanischer Politiker. Zwischen 1851 und 1855 vertrat er den Bundesstaat Pennsylvania im US-Repräsentantenhaus.

## Werdegang
John McNair genoss eine akademische Schulausbildung und arbeitete danach als Lehrer. Im Jahr 1825 war er Schulleiter an der Loller Academy in Hatboro. In Abington gründete er eine Knabenschule. Zwischen 1845 und 1848 war er Gerichtsdiener im Montgomery County. Damals ließ er sich in Norristown nieder. Politisch wurde er Mitglied der Demokratischen Partei.
Bei den Kongresswahlen des Jahres 1850 wurde McNair im fünften Wahlbezirk von Pennsylvania in das US-Repräsentantenhaus in Washington, D.C. gewählt, wo er am 4. März 1851 die Nachfolge von John Freedley antrat. Nach einer Wiederwahl konnte er bis zum 3. März 1855 zwei Legislaturperioden im Kongress absolvieren. Diese waren von den Ereignissen im Vorfeld des Bürgerkrieges geprägt. Ab 1853 war McNair Vorsitzender des Handwerksausschusses.
Nach dem Ende seiner Zeit im US-Repräsentantenhaus ließ sich John McNair auf einer Plantage im Prince William County in Virginia nieder. Er starb am 12. August 1861 in Evansport.